# Ostium ureteris
Das Ostium ureteris (v. lat. ostium ‚Eingang‘ und ureter ‚Harnleiter‘; auch Ureterostium, Uretermündung oder Harnleitermündung) ist die paarige Eintrittsstelle des Harnleiters in die Harnblase.

## Anatomische Lage und Funktion
Die Harnleitermündungen begrenzen zusammen mit dem Anfangsbereich der Harnröhre, dem Harnblasenfundus (Ostium urethrae internum) das Trigonum vesicae (Harnblasendreieck). Der Abstand zwischen den beiden Harnleitermündungen auf der Plica interureterica (Ureterenleiste) beträgt im Normalfall bei einem Erwachsenen 40 bis 50 mm.
Der letzte Abschnitt der Harnleiter verläuft in der Harnblasenwand. Die Harnleitermündungen sind daher normalerweise verschlossen, wenn die Harnblase gefüllt und dadurch angespannt ist. Wenn dieser Verschluss aus genetischen oder erworbenen Gründen unvollständig ist, so kann dies zu einem vesikoureteralen Reflux führen, das heißt, dass Harn aus der Harnblase über die Harnleiter in das Nierenbecken zurückfließt. Dies kann unter anderem zu wiederholten bakteriellen Infektionen, wie beispielsweise Pyelonephritiden (Nierenbeckenentzündungen), führen. Die Schließfähigkeit der Ureterostien kann mit Hilfe eines Miktionszystourethrogramms überprüft werden.

## Anomalien der Ureterostien
Normale Harnleitermündungen erscheinen bei der Urethrozystoskopie (Harnröhren- und Blasenspiegelung) oval beziehungsweise schlitzförmig. Sie liegen dann auf der Plica interureterica. Abnorme Harnleitermündungen werden in verschiedene Form- und Lagetypen eingeteilt. Die Normallage wird als trigonal bezeichnet (Typ A). Lageabweichungen reichen bis zum Typ D, der stark lateralisiert ist. So gibt es die betont ovale Mündung (mit der Form eines Stadions), das meist zur Seite (lateral) versetzt ist. Das hufeisenförmige Ostium ist meist noch stärker lateralisiert und führt wegen des kürzeren intramuralen Tunnels häufig zu einem vesikoureteralen Reflux. Auch bei einem kreisrunden Ostium („Golfloch“) kann es zu einem Harnreflux kommen. Dieser Typus entsteht häufig nach der Resektion eines Blasentumors am oder im Ostium.
Eine Mündung eines oder beider Harnleiter in die Harnröhre wird als Harnleiterektopie bezeichnet. Diese Fehlbildung ist beim Hund erblich bedingt.